# Среднехозятово
Среднехозятово (баш. Урта Хәжәт) — деревня в Чишминском районе Республики Башкортостан Российской Федерации. Входит в состав Шингак-Кульского сельсовета. 
Находится на левом берегу реки Дёмы.

## География

### Географическое положение
Расстояние до:
- районного центра (Чишмы): 21 км,
- ближайшей ж/д станции (Шингак-Куль): 11 км.

## Население
| 2002 | 2009 | 2010 |
| ---- | ---- | ---- |
| 201  | ↗247 | ↘202 |